# Thyone roscovita
Thyone roscovita är en sjögurkeart som beskrevs av Herouard 1889. Thyone roscovita ingår i släktet Thyone och familjen korvsjögurkor. Inga underarter finns listade i Catalogue of Life.